# Bulbine namaensis
Bulbine namaensis és una espècie de planta herbàcia que pertany a la família de les asfodelàcies.

## Descripció
Bulbine namaensis és una petita planta herbàcia, les seves fulles poden arribar a fer als 20 cm de llargada i el seu rizoma fins a 6 cm de llargada. Les flors són més aviat de color groc fosc. Es propaga a través de llavors o per rizomes.

## Distribució i hàbitat
Bulbine namaensis creix al sud de Namíbia fins al Richtersveld, Bushmanland i cap al sud a través de Namaqualand fins a Garies i a Sud-àfrica creix al Cap Septentrional. Habita les seques sabanes, amb sòls ben drenats, amb poca aigua i molt de sol.
Aquesta espècie és coneguda amb cinc subpoblacions amb un grau de distribució entre 10.000-18.000 km². La grandària de la població total està entre 5.000-15.000 i no es coneixen amenaces actuals o potencials, la població es considera actualment estable

## Taxonomia
Bulbine namaensis va ser descrita per Hans Schinz i publicada a Bulletin de l'Herbier Boissier, sér. 2, 2: 939–940, a l'any 1902.
Etimologia
Bulbine: prové de la paraula llatina Bulbus, significant una ceba amb bulb. Però aquest nom és enganyós, ja que aquestes plantes no tenen una base bulbosa.
namaensis: epítet geogràfic que fa referència a on creix.
Sinonímia
- Bulbine vesicularis Dinter, Repert. Spec. Nov. Regni Veg. 52: 114 (1943).[5]